# 混声合唱団名古屋大学コール・グランツェ
混声合唱団名古屋大学コール・グランツェ（こんせいがっしょうだんなごやだいがくコール・グランツェ）は名古屋大学の学生により構成される混声合唱団。学内外問わず、単にグランツェと称されることが多い。

## 概要
1977年10月、当時の活動方針に不満を持っていた名古屋大学混声合唱団の1・2年生 9名により設立。既成概念にとらわれることのない自由な選曲・妥協のない曲作り・発声重視の三本柱を目標に掲げていた。2024年11月現在、団員数120名超を有する全国最大規模の学生合唱団へと成長し、日本に冠たる大学合唱団へ・大学生らしい活動のできる合唱団へ・社会人として成長できる合唱団へ・本当の友人ができる合唱団へ・常にチャレンジャーとして新しいことをしていく合唱団への五本の柱を活動方針としている。
2008年1月の第30回記念定期演奏会で作曲家の信長貴富に委嘱作品を依頼した際、信長に合唱指揮者の伊東恵司を紹介され初演ステージの客演指揮に迎えた。伊東は2009年、本団の音楽監督に就任し、その後も継続して指導を行っている。2011年以降「天使のいる構図」、「等圧線」など伊東の指揮により毎年定期演奏会で委嘱作品を初演している（下記「初演作品」参照）。
2009年に全日本合唱コンクールへ初出場し、中部支部大会で銀賞（第３位）を受賞。2011年の中部支部大会で金賞・金沢市長賞（第１位）を受賞し、全国大会へ初出場。同年の全国大会でも金賞（第５位）を受賞。2020年度までに、全日本合唱コンクール全国大会で4年連続金賞受賞 。

## 受賞歴

### 全日本合唱コンクール全国大会
- 第64回(2011年) 金賞（第５位）
- 第69回(2016年) 金賞・鳥取市教育委員会教育長賞（第２位）、カワイ奨励賞
- 第70回(2017年) 金賞・豊島区長賞（第２位）
- 第71回(2018年) 金賞・札幌市教育委員会教育長賞（第２位）
- 第72回(2019年) 金賞・京都市教育長賞（第２位）
- 第75回(2022年) 銀賞
- 第76回(2023年) 銀賞

※部門再編により、2013年以降は「大学ユース合唱の部」となる。それ以前は「大学部門」に出場。

### 大学合唱コンペティション&コンベンション
- 第4回(2017年) 金賞（第2位）
- 第5回(2018年) 金賞、道浦賞
- 第6回(2019年) 金賞・グランプリ（第1位）、学生指揮者が選ぶオーディエンス賞
- 第7回(2021年) 金賞・グランプリ（第1位）

## 初演作品
- グランツェ それは愛（団歌、作詞：峯陽、作曲：小林秀雄、1988年）
- 混声合唱とピアノのための組曲「のちのおもひに」（作詩：立原道造、作曲：小林秀雄、2003年、出版：全音楽譜出版社）
- 混声合唱曲集「いろとりどりのうた」（作詩：川崎洋、作曲：信長貴富、2008年、出版：カワイ出版）
- なみだうた（作詩：谷川俊太郎、作曲：信長貴富、2008年、未出版）
- 混声合唱とピアノのための組曲「天使のいる構図」（作詩：谷川俊太郎、作曲：松本望、2011年、出版：カワイ出版）
- 覚和歌子の詩による混声合唱曲集「等圧線」（作詩：覚和歌子、作曲：信長貴富、2012年、出版：音楽之友社）
- 混声合唱組曲「うみ・そら、神話」（作詩：みなづきみのり、作曲：千原英喜、2013年、出版：全音楽譜出版社）
- 夢（作詩：みなづきみのり、作曲：千原英喜、2013年、出版：全音楽譜出版社（「うみ・そら、神話」に収録））
- 混声合唱アルバム「小さな愛、4色」（作詩：みなづきみのり、作曲：相澤直人、2014年、出版：カワイ出版）
- 「夢にこだまする～あるボスザルの物語」（作詩：みなづきみのり、作曲：高嶋みどり、2015年、出版：カワイ出版（"抜粋・再構成版"、"完全版"の２種））
- 合唱とピアノのための「夢見る翼の歌」（作詩：みなづきみのり、作曲：山下祐加、2016年、未出版）
- 混声合唱とピアノのためのメルヒェン「青をめぐるクジラ」（作詩：みなづきみのり、作曲：山下祐加、2017年、未出版）
- 混声合唱とピアノのための「僕らのカレークエスト」（作詩：みなづきみのり、作曲：相澤直人、2018年、未出版）
- 「猫町物語」（作詩：みなづきみのり、作曲：なかにしあかね、2019年、未出版）
- 混声合唱とピアノとヴァイオリンのためのメルヒェン「エレンと時まもりの木」（作詩：みなづきみのり、作曲：山下祐加、2020年、未出版）
- 混声合唱とピアノとナレーションのための合唱物語「蛇祭り伝説」（作詩：みなづきみのり、作曲：名田綾子、2021年、未出版）
- 合唱物語「オデュッセウスの帰還」（作詩：みなづきみのり、作曲：山下祐加、2022年、未出版）
- 混声合唱とピアノのための合唱物語「青い鳥はどこに」（作詩：みなづきみのり、作曲：名田綾子、2023年、未出版）
- 合唱物語「星からきた王子」（作詩：みなづきみのり、作曲：名田綾子、2024年、未出版）

## ディスコグラフィー
- 信長貴富 混声合唱作品集IV『いろとりどりのうた』(Giovanni Records) - 混声合唱曲集「いろとりどりのうた」、「なみだうた」を担当